# Circuit automobile
Un circuit automobile ou circuit de sports mécaniques est une installation sportive comprenant une piste dont la surface est généralement bitumée.
Elle sert habituellement à des compétitions automobiles: courses de vitesse (avec pour catégorie reine la Formule 1) ou d'endurance (24 Heures du Mans). Les mêmes circuits servent aussi aux compétitions motocyclistes (comme le championnat MotoGP ou les 24 Heures Moto).

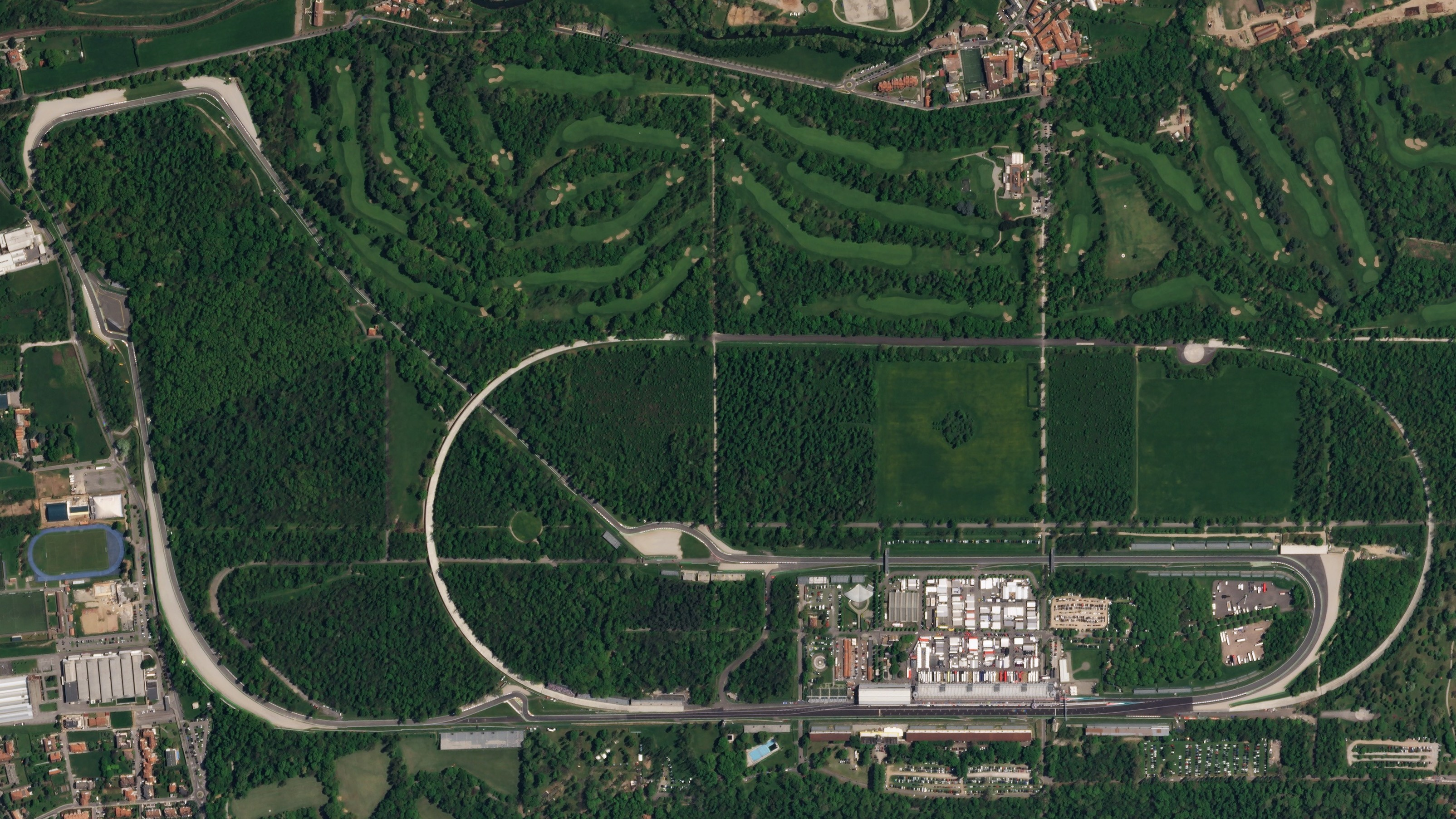
Vue aérienne du circuit de Monza (2018).

## Généralités
Dans leur grande majorité, les circuits sont des installations permanentes, ouvertes toute l'année à diverses épreuves, roulages privés et séances d'essai, voire à des stages et des écoles de pilotage. Leurs installations comprennent parfois une infrastructure permettant d'accueillir des spectateurs lors d'événements ouverts au public ; parkings, billetteries, tribunes, restaurants, sanitaires, campings, etc.
Le circuit pouvant accueillir le plus de spectateurs est l'Indianapolis Motor Speedway, aux États-Unis, avec une capacité de 400 000 spectateurs dont 257 325 places assises. Créé en 1909, c'est aussi le deuxième circuit automobile permanent construit dans le monde, après celui de Brooklands, créé en Angleterre en 1907.

## Pistes
On distingue deux types de circuits : les anneaux de vitesse, dits « ovales » (formés de deux lignes droites reliées par deux virages le plus souvent relevés appelés « bankings »), et les circuits « routiers », constitués de lignes droites plus ou moins longues et de virages de rayons différents, avec parfois des changements d'élévation importants (montées et descentes).
Sur un ovale, l'extérieur de la piste est bordé de murs pour contenir les véhicules et protéger les spectateurs. Dans le cas des circuits routiers, les virages sont en général délimités par des vibreurs (notamment à la corde), et protégés par des « bacs à sable » (surfaces comblées avec des gros graviers, situées à l'extérieur et à la sortie), puis des structures amortissantes (murs de pneus ou autres), afin de diminuer la gravité d'éventuelles sorties de piste (voir : zone de dégagement).
Pendant les compétitions, des commissaires de course sont chargés d'informer les concurrents des faits de course grâce à différents drapeaux. Des postes de secours sont également disposés à divers endroits de la piste.
Les circuits sont en général bordés de talus qui, outre le promontoire qu'ils offrent aux spectateurs, servent à diminuer les nuisances sonores pour les riverains.
Des passages de type passerelles ou souterrains permettent aux spectateurs de passer d'un côté à l’autre d'une piste, à l'instar des célèbres passerelles Dunlop.

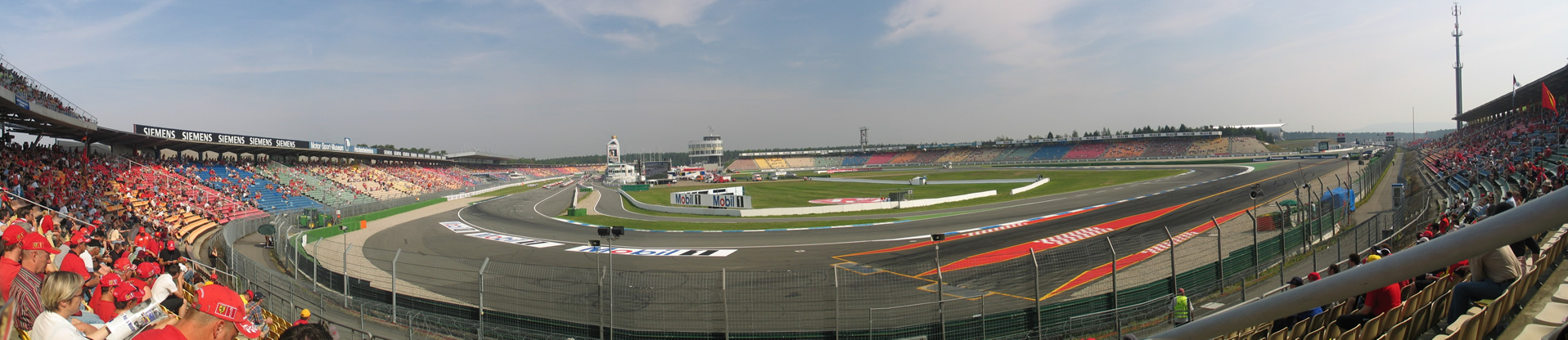
Les tribunes du circuit d'Hockenheim, en Allemagne, formant une arène (à droite, une piste de dragster).

## Circuit temporaires

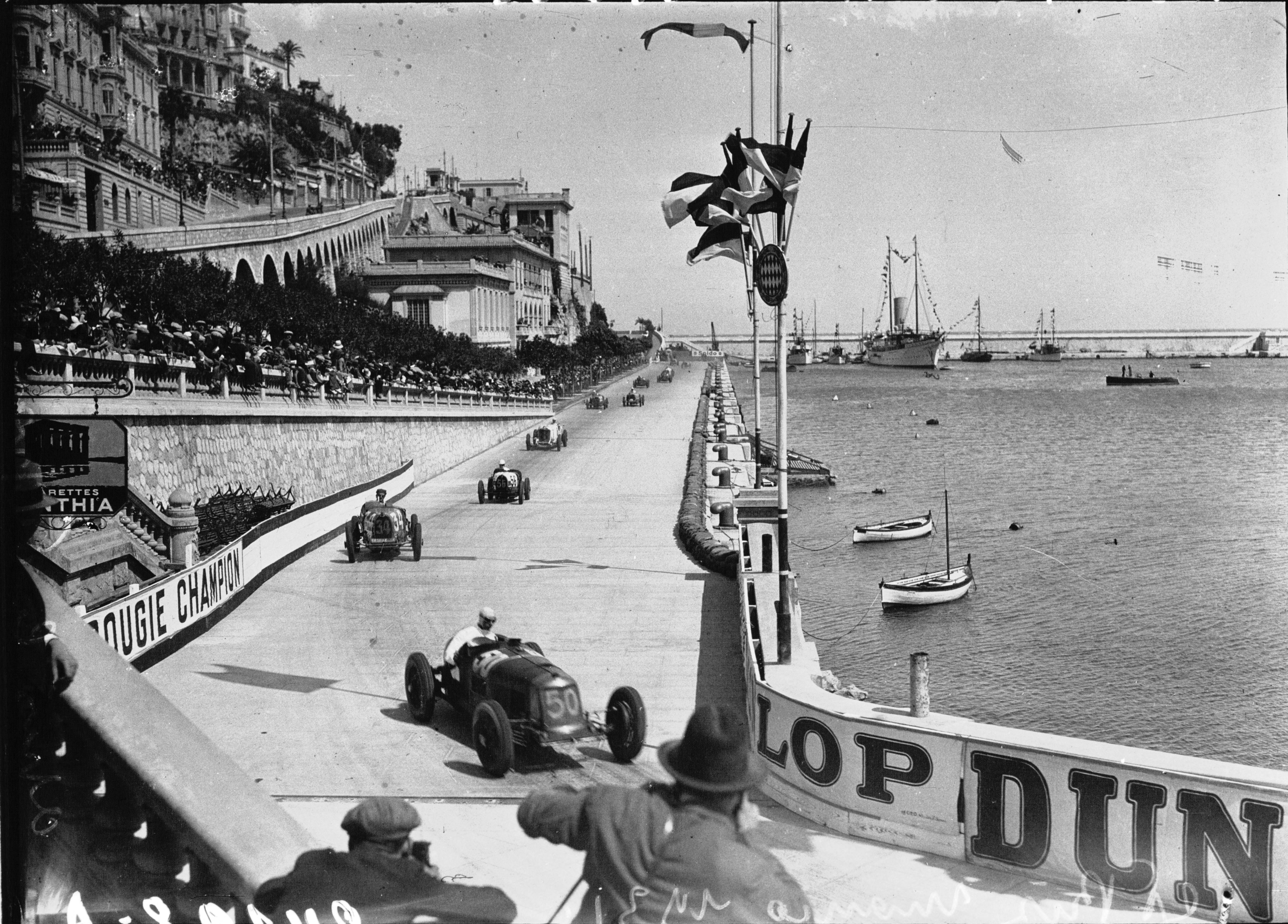
Le circuit urbain de Monaco en 1931.

Les circuits temporaires sont des circuits tracés sur des voies publiques, parfois dans les rues d'une agglomération ou d'un parc (circuit « urbain »), voire un vaste parking, pour la durée d'un événement. Certaines épreuves se déroulant dans un tel cadre sont célèbres, telles le Grand Prix de Monaco qui se court dans les rues de la principauté depuis 1929.
Certains circuits temporaires utilisent des portions permanentes et d'autres habituellement ouvertes à la circulation publique, c'est le cas du circuit des 24 Heures, au Mans, France, qui comprend les installations principales et une partie de la piste du circuit Bugatti.

## Listes de circuits
- Liste alphabétique des circuits de Formule 1
- Liste des circuits NASCAR
- Liste des circuits du championnat du monde d'endurance FIA
- Liste des circuits de Formule Tasmane
- Liste des circuits de sport mécanique en France
- Liste des circuits de Grand Prix moto
- Liste des circuits du championnat du monde Superbike
- Liste des circuits de l'AMA Superbike